# بارون ترمب
بارون وليم ترمب (بالإنجليزية: Barron Trump) (20 مارس 2006) هو أصغر أبناء رئيس الولايات المتحدة دونالد ترمب وابنه الوحيد من ميلانيا ترمب.

## الحياة التعليمية
التحق بارون بمدرسة كولومبيا للنحو والمدرسة الإعدادية في مانهاتن. وبالإضافة إلى اللغة الإنجليزية، يتحدث بارون بطلاقة اللغة السلوفينية.
عندما تولى والده الرئاسة في عام 2017، بقي بارون ووالدته في مانهاتن لإكمال العام الدراسي. وفي يونيو، انتقل بارون ووالدته إلى البيت الأبيض وسجل في مدرسة سانت أندرو الأسقفية وهي مدرسة خاصة في بوتوماك. عندما غادر والده البيت الأبيض وانتقل إلى فلوريدا في عام 2021، أنهى بارون العام الدراسي ثم انتقل إلى فلوريدا وسجل في أكاديمية أوكسبرج وهي مدرسة ثانوية خاصة في ويست بالم بيتش وتخرج منها في عام 2024. وفقًا لوالده، يخطط بارون للالتحاق في كلية ستيرن للأعمال بجامعة نيويورك.

## المسيرة السياسية
في مايو 2024، اختُير بارون ليكون عضوًا في وفد فلوريدا لحضور المؤتمر الوطني الجمهوري 2024 في خطوة اعتبرت أول دخوله في عالم السياسة. ومع ذلك، أعلنت ميلانيا ترمب لاحقًا أن ابنها رفض الدعوة مشيرة إلى "التزامات سابقة". في يوليو، قدّمه والده للجمهور في ما وُصف بأول ظهور لبارون في حملة انتخابية. في أغسطس 2024، نُسب الفضل لبارون وبو لودون وهو ناشط مؤثر في مساعدة حملة دونالد ترمب الرئاسية 2024 لجذب الناخبين الشباب.

## الحياة الشخصية
بارون من مُحبي كرة القدم وظهر مرتديًا قميص نادي أرسنال والتقى بلاعبين من فريق دي.سي. يونايتد في البيت الأبيض في أبريل 2017. في سبتمبر 2017، اختُير لينضم إلى أكاديمية دي سي يونايتد تحت 12 عامًا لموسم 2017–18. في فبراير 2019، لعب بارون مع جمعية كرة القدم في أرلينغتون.

## روابط خارجية
- بارون ترمب على موقع IMDb (الإنجليزية)
- بارون ترمب على موقع قاعدة بيانات الفيلم (الإنجليزية)